# Couze de Valbeleix
Die Couze de Valbeleix ist ein Fluss in Frankreich, der im Département Puy-de-Dôme in der Region Auvergne-Rhône-Alpes verläuft. Sie entspringt im südwestlichen Gemeindegebiet von Compains zwischen den Bergen Montagne du Ronzier (1228 m) und Montagne de la Fage (1218 m), nahe dem Col de la Chaumoune, entwässert generell Richtung Nordost durch den Regionalen Naturpark Volcans d’Auvergne und mündet nach rund 22 Kilometern im Gemeindegebiet von Saurier als rechter Nebenfluss in die Couze Pavin.

## Orte am Fluss
(Reihenfolge in Fließrichtung)
- Compains
- Belleguette, Gemeinde Compains
- Valbeleix
- Marcenat, Gemeinde Valbeleix
- Courgoul

## Sehenswürdigkeiten
- Gorges de Courgoul – Oberhalb von Courgoul zwängt sich der Fluss durch eine enge, sehenswerte Schlucht.